# 田川直之
田川 直之（たがわ なおゆき、1954年1月23日 - ）は、日本の裁判官。大分地方・家庭裁判所長を経て、大阪高等裁判所部総括判事。

## 経歴
- 1978年4月　司法修習生（32期）
- 1980年4月　神戸地方裁判所判事補任官
- 1983年4月　長崎地方裁判所・長崎家庭裁判所判事補
- 1986年4月　広島地方裁判所判事補
- 1989年4月　高松法務局訟務部付
- 1992年4月　大阪地方裁判所判事
- 1995年4月　福岡法務局訟務部付
- 1998年4月　福岡法務局訟務部長
- 2000年4月　東京高等裁判所判事
- 2003年4月　長崎地方・家庭裁判所部総括判事
- 2008年4月　東京高等裁判所判事
- 2012年4月　大阪高等裁判所判事
- 2013年3月　大分地方・家庭裁判所長
- 2014年5月　大阪高等裁判所部総括判事

## 主な担当訴訟
- 長崎労基署労災不支給処分取消訴訟
- 在韓被爆者健康管理手当認定申請却下処分取消訴訟
- 在韓被爆者葬祭料支給申請却下処分取消訴訟
- 生命保険年金二重課税処分取消訴訟